# Vito Andrés Bártoli
Vito Andrés Bártoli (Buenos Aires, 25 de mayo de 1926-Lima, 24 de enero de 2019), más conocido como Sabino o El Tano Bártoli, fue un futbolista y director técnico que desarrolló toda su carrera profesional en Perú y Colombia.

## Trayectoria

### Como jugador
Debutó en Colombia en 1953 jugando por el Unión Magdalena, ahí fue rebautizado como "Sabino" aunque no debe confundirséle como su verdadero nombre. Llegó al Perú contratado por Atlético Chalaco, club donde tuvo sus mejores presentaciones y consiguió los subcampeonatos de 1957 y 1958. Pasó también por Sporting Cristal en 1959, Independiente Medellín, el Deportivo Cali y Deportes Quindío en Colombia. En el ocaso de su carrera jugó por el Club Carlos Concha con el que perdió la categoría en 1966.

### Como técnico
Comenzó su carrera como técnico en 1968, dirigiendo al Juan Aurich de Chiclayo en su segundo año en Primera División, club revelación de aquel año y que estuvo a punto de ser campeón peruano al igualar el primer lugar con Sporting Cristal, siendo superado por marcador de 2:1 en partido único de definición jugado en Lima. Marcó historia al llevar por primera vez a un equipo peruano de provincias a disputar una Copa Libertadores. 
Su siguiente equipo fue el Sporting Cristal, la cual llegó en junio de 1969 y al siguiente consiguió el título de la Primera División del Perú en 1970, en su último encuentro de la Liguilla disputada por siete equipos jugada el 10 de enero de 1971 ante su ex equipo, el Juan Aurich de Chiclayo, derrotándolo por 4-2.
A mediados de 1971 dejaría el equipo, luego de una gira realizada por Centroamérica y Colombia. Bartoli dirigió al cuadro rimense en la famosa bronca de la Bombonera ante Boca Juniors por Copa Libertadores.
Tuvo pasos por una gran cantidad de equipos peruanos y también por el Deportes Quindío de Colombia. Destacó su paso por Los Espartanos en 1984, con el que ganó la Copa Perú y el Sport Boys con que obtuvo la Segunda División del Perú. A pesar de no ganar título alguno, el club con el que más se identificó fue el Alianza Atlético de Sullana, un modesto club que ascendió en los años 80 y que lo llevó a los primeros lugares en muchos años. También salvó al equipo del descenso en 1992, 1993 y 1996.

## Clubes

### Como futbolista
| Club                   | País     | Año         |
| ---------------------- | -------- | ----------- |
| Unión Magdalena        | Colombia | 1953 - 1954 |
| Atlético Chalaco       | Perú     | 1955 - 1958 |
| Sporting Cristal       | Perú     | 1959        |
| Atlético Chalaco       | Perú     | 1960        |
| Independiente Medellín | Colombia | 1961        |
| Deportivo Cali         | Colombia | 1961 - 1962 |
| Deportes Quindío       | Colombia | 1963 - 1965 |
| Carlos Concha          | Perú     | 1966        |

### Como entrenador
| Club                      | País     | Año                    |
| ------------------------- | -------- | ---------------------- |
| Juan Aurich               | Perú     | 1968 - 1969            |
| Sporting Cristal          | Perú     | 1969 - 1971            |
| Unión Tumán               | Perú     | 1971 - 1972            |
| Alianza Lima              | Perú     | 1973                   |
| Juan Aurich               | Perú     | 1974                   |
| León de Huánuco           | Perú     | 1975                   |
| Universitario de Deportes | Perú     | 1976                   |
| Deportes Quindío          | Colombia | 1977 - 1978            |
| Deportivo Municipal       | Perú     | 1979                   |
| ADT                       | Perú     | 1980 - 1982            |
| Cúcuta Deportivo          | Colombia | 1982                   |
| Atlético Chalaco          | Perú     | 1983                   |
| Los Espartanos            | Perú     | 1984 - 1985            |
| Atlético Torino           | Perú     | 1986                   |
| Deportivo Pucallpa        | Perú     | 1987                   |
| Alianza Atlético          | Perú     | 1988                   |
| Sport Boys                | Perú     | 1989                   |
| Alianza Atlético          | Perú     | 1990, 1992, 1993, 1996 |
| Alcides Vigo              | Perú     | 1997                   |
| Atlético Grau             | Perú     | 2002                   |
| Juan Aurich               | Perú     | 2002                   |

## Palmarés

### Como jugador
- Con Atlético Chalaco: Subcampeón de la Primera División Peruana 1957-1958.

### Como entrenador
- Con Juan Aurich: Subcampeón de la Primera División del Perú en 1968.
- Con Sporting Cristal: Campeón de la Primera División del Perú en 1970.
- Con Los Espartanos: Campeón de la Copa Perú 1984.
- Con Alianza Atlético: Campeón del Regional Norte 1988 y campeón del II Regional Norte 1990.
- Con Sport Boys: Campeón de la Segunda División del Perú en 1989.

## Récord
Bártoli es el único director técnico extranjero que pudo ganar los tres torneos de fútbol más importantes del Perú: la Primera División del Perú con Sporting Cristal, la Copa Perú con Los Espartanos y la Segunda División del Perú con Sport Boys.